# برج تلویزیونی بمبئی
برج تلویزیونی بمبئی برجی است که در شهر بمبئی، کشور هندوستان قرار دارد. این برج ۳۰۰ متر ارتفاع دارد.